# Augusta (Illinois)
Augusta es una villa ubicada en el condado de Hancock en el estado estadounidense de Illinois. En el Censo de 2010 tenía una población de 587 habitantes y una densidad poblacional de 316,98 personas por km².

## Geografía
Augusta se encuentra ubicada en las coordenadas 40°13′51″N 90°56′59″O / 40.23083, -90.94972. Según la Oficina del Censo de los Estados Unidos, Augusta tiene una superficie total de 1.85 km², de la cual 1.85 km² corresponden a tierra firme y (0%) 0 km² es agua.

## Demografía
Según el censo de 2010, había 587 personas residiendo en Augusta. La densidad de población era de 316,98 hab./km². De los 587 habitantes, Augusta estaba compuesto por el 99.32% blancos, el 0% eran afroamericanos, el 0.34% eran amerindios, el 0% eran asiáticos, el 0% eran isleños del Pacífico, el 0.17% eran de otras razas y el 0.17% pertenecían a dos o más razas. Del total de la población el 0.17% eran hispanos o latinos de cualquier raza.